# Institut national de l'information géographique et forestière
 (février 2023).
 (juin 2021).
Pour les articles homonymes, voir Institut géographique national et IGN.
L'Institut national de l'information géographique et forestière (IGN) est un établissement public à caractère administratif ayant pour mission d'assurer la production, l'entretien et la diffusion de l'information géographique de référence en France. Avant l'intégration de l'inventaire forestier national le 1er janvier 2012, il était nommé Institut géographique national, dénomination dont il conserve le sigle IGN, institut lui-même créé par un décret du 26 juin 1940 succédant au Service géographique de l'Armée (SGA), dissout en 1940.

## Histoire
Cette section ne s'appuie pas, ou pas assez, sur des sources secondaires ou tertiaires indépendantes du sujet. Le texte peut contenir des analyses inexactes ou inédites de sources primaires.
Pour l'améliorer, ajoutez-en, ou placez des modèles {{Source secondaire souhaitée}} ou {{Source secondaire nécessaire}} sur les passages mal sourcés. (février 2023)
L'IGN est créé par décret le 26 juin 1940 (signé par Albert Lebrun et Philippe Pétain) et succède au Service géographique de l'Armée (SGA), fondé en 1887 et dissous en 1940. Le fonds de cartes anciennes est alors divisé en deux lots : un qui reste à l'Institut et l'autre qui rejoint les archives militaires de Vincennes. Le général Louis Hurault, qui fut à l'origine de ces modifications, est le premier directeur de l'IGN. Il en négocie les statuts et tente, en vain, de récupérer le matériel saisi par les Allemands. Une loi de dix articles est signée le 14 septembre 1940 afin de définir les fonctions de l'IGN. Les statuts sont signés le 8 avril 1941. Ils mettent notamment en place l'École nationale des sciences géographiques afin de former des ingénieurs cartographes.
Pendant la Seconde Guerre mondiale, l'IGN fait un usage notoire de faussaires. Les cartographes, compétents en calligraphie, utilisent donc le matériel nécessaire à la production de faux papiers (disponible à l'Institut). Certains ingénieurs de l'IGN étaient en contact avec les services de renseignements alliés basés à Londres. Ils font notamment parvenir clandestinement à Londres un jeu complet de cartes couvrant la France et l'Afrique du Nord afin de remplacer le fonds détruit dans un bombardement. De plus, les agents de l'IGN participent activement à la résistance armée à partir du printemps 1943. Plusieurs agents sont fusillés par les Allemands ou meurent au combat. Entre septembre 1944 et le 8 mai 1945, l'IGN se met au service du gouvernement provisoire et une grande partie de son personnel et de ses moyens se transforment en « Service géographique militaire ». À la fin de la guerre, l'IGN reçoit les remerciements du général Bradley et du général Eisenhower.[réf. souhaitée].
Entre 1945 et 1946, le débat est intense concernant l'avenir de l'IGN, dernière création de la Troisième République[réf. souhaitée]. Un décret est finalement signé le 8 avril 1946. Il confirme l'appartenance de l'IGN au ministère des Travaux publics et met en place la « Section géographique de l'état-major de l'Armée », chargé de répondre aux besoins militaires.
En 1947, l'IGN reçoit la mission de couvrir l'ensemble de la France, mais aussi tous les territoires dépendants, comme l'Afrique du Nord, l'Afrique occidentale, Madagascar, les États associés d'Indochine et les départements et territoires d'Outre-Mer. La tâche est considérable avec plus de 12 millions de km2 à couvrir. L'indépendance de ces pays aura pour conséquence la création de services nationaux dans chaque pays (exemples : DTGC au Sénégal, IGN-N au Niger).
L'IGN amorce alors une période de coopération active avec la plupart de ces organismes en mettant à leur disposition des ingénieurs de l'IGN et en recevant à l'ENSG des étudiants destinés à devenir les cadres des services cartographiques de pays devenus pleinement indépendants. La tenue à jour des fonds cartographiques de ces pays francophones est aussi effectuée dans le cadre de ces coopérations.
L'activité de l'IGN en dehors du territoire français se développe aussi par la conduite de grands chantiers de géodésie(Équateur en 1975, Libye en 1979, Arabie saoudite en 1981), de cartographie (Arabie saoudite, Burundi, Sénégal, Mali, Côte d'Ivoire, Togo, Bénin, etc.).
De 1982 à 1988, la conduite d'un grand chantier de topométrie et de cartographie numérique à Riyad est l'occasion d'introduire massivement des techniques numériques dans les processus de production ; parallèlement, l'idée d'une base de données topofoncière émerge lors de séances de la « Commission nationale de l'information géographique » présidée par Guy Lengagne ; cette commission rend son rapport en 1983 et ébauche alors une information géographique numérique faisant suite à la période de la carte de base au 1/25 000.
Établissement public à caractère administratif depuis le 1er janvier 1967, il est placé sous la tutelle du ministère des Transports, de l’équipement, du Tourisme et de la Mer.
En 1971, l'IGN et le CNES forment le Groupe de recherches de géodésie spatiale. Cette collaboration entre l'IGN et le CNES se poursuit avec le lancement du programme SPOT le 9 février 1978. Le lancement du satellite SPOT-1 a lieu le 22 février 1986.
Six jours après la mise en orbite de SPOT-1, l'IGN lance son programme de « bases de données » (BD). La BD des communes, la BD de diffusion du nivellement et de la géodésie, la BD des missions aériennes et la BD des toponymes sont ainsi mises en place progressivement. La « BDTopo », base de données topographiques numérisée, couvre désormais l'ensemble de la France et compte près de deux millions de toponymes.
La totalité des feuilles de la carte de France de base au 1/25 000 est achevée en 1980. Ses activités à l'étranger sont externalisées en 1986 au sein d'une nouvelle filiale de droit privé : IGN France International (IGN FI).
À partir de 2000, l'IGN développe le concept de Référentiel à grande échelle (RGE). Il s'agit d'achever dans un délai rapproché la numérisation de la cartographie du territoire français avec une précision d'ordre métrique et selon quatre composantes : orthophotographique, topographique et adresse, parcellaire et altimétrique. Ce RGE est entièrement achevé fin 2008 et rentre dans un cycle de mise à jour pour maintenir son actualité au plus près des évolutions du terrain en fonction des moyens disponibles.
En juin 2006, l'IGN ouvre le service Géoportail permettant la visualisation cartographique du territoire français au moyen d'un navigateur web et utilisant d'une part un fonds de photos aériennes et d'autre part les cartes au 1⁄25 000numérisées.
Fin 2006, l'IGN s'est impliqué dans la production d'un récepteur Global Positioning System (GPS), pour la randonnée et la navigation automobile, appelé Evadeo. Le logiciel de navigation est fourni par BCI navigation (remplacé en 2008 par CompeGPS), les données routières sont de NAVTEQ et la puce GPS de SiRF (en), et l'IGN fournit des dalles avec des extraits de ses cartes à différentes échelles.
En juin 2007, un service de personnalisation des cartes est mis en place, la « Carte à la carte », à l'image de ce que fait l'Ordnance Survey depuis alors quelque temps.
En juillet 2007, le site Géoportail propose la visualisation du territoire en 3D grâce au plugin TerraExplorer de la société américaine Skyline Software Systems.
Le 1er janvier 2012, l'IGN fusionne avec l'Inventaire forestier national (IFN) et devient l'Institut national de l'information géographique et forestière.
En 2016, l'IGN lance le site Remonter le temps, outil permettant de comparer les cartes actuelles et anciennes pour analyser l'évolution des territoires.
En 2015, l'IGN lance l’Espace loisirs (rebaptisé IGNrando' en 2017) pour proposer aux professionnels, comme aux amateurs de randonnée, un espace collaboratif de création et de partage de parcours pour toutes les activités nature. L'application mobile IGNrando' est lancée en juillet 2019.
L'IGN est dirigé par Sébastien Soriano depuis le 4 janvier 2021, et est actuellement sous la tutelle du ministère de la Transition écologique et de la Cohésion des territoires.

## Logotypes

Logotype de l'IGN de 1987 jusqu'au 31 décembre 2011.
Logotype de l'IGN depuis le 1er janvier 2012[40].

## Organisation
Le Comité de direction est l'instance supérieure de décision de l'IGN. Présidé par le directeur général (Sébastien Soriano), il prend les décisions essentielles, veille à leur mise en œuvre, prépare les travaux du conseil d'administration ainsi que l'ensemble des informations et documents nécessaires aux relations avec les autorités de tutelle et autres institutions externes.
Les départements de l'IGN sous la supervision de la direction générale sont:
- Secretariat Général (Philippe Gerbe[41]);
- Agence Comptable;
- Direction des ressources humaines;
- Direction de la communication;
- Direction des programmes et de l’appui aux politiques publiques (DP),
- Direction des opérations et des territoires (DOT), responsable de la gestion des cinq directions territoriales: Lyon, Nantes et son agence de Caen, Aix-en-Provence, Nancy et son agence de Lille et Bordeaux;
- Direction des systèmes d’information (DSI);
- École nationale des sciences géographiques (ENSG), admettant son propre conseil de perfection.

Le conseil d'administration comprend 24 membres : douze représentants de l'État, trois personnalités qualifiées, trois représentants de la filière forestière, six représentants du personnel de l'institut. Le président du conseil d'administration est nommé par décret. Le 24 juillet 2024, Sébastien Soriano occupe ce poste.

## Recherche
L'activité de recherche est organisée au sein de trois équipes de recherches, chacune dans un laboratoire respectif. Ces derniers sont:
- l'Institut de physique du globe de Paris (IPGP), plus particulièrement l'équipe "Géodésie", spécialisé en géodésie et responsable du repère international de référence terrestre (ITRF);
- le Laboratoire d'inventaire forestier (LIF);
- le Laboratoire en sciences et technologies de l’information géographique pour la ville et les territoires durables(LASTIG), spécialisé en sciences de l’information géographique, sociologie et la démographie.

L'IGN travaille entretient aussi des relations avec de nombreux partenaires, dont le Centre national de la recherche scientifique (CNRS), l'Institut national de recherche en informatique et en automatique (Inria), et l’Institut national de recherche pour l’agriculture, l’alimentation et l’environnement (INRAE) (voir Partenariats).

## Activités forestières
L’IGN réalise l’inventaire forestier national, un inventaire permanent des ressources forestières métropolitaines conduit indépendamment de toute question de propriété et prévu par le Code Forestier (article L.151-1). Les données collectées dans le cadre de l’inventaire forestier national permettent de "connaître l’état, l’évolution dans le temps et les potentialités de la forêt française".
Un réseau d’expertise forestière, composé d'ingénieurs techniques, valorise notamment les données issues de l'inventaire forestier national, pour un accompagnement de projets sur mesure. Ce réseau est organisé autour de deux unités spécialisées :
- le département Écosystèmes forestiers à Bordeaux pour les caractéristiques écologiques des milieux forestiers
- le département Ressources forestières et carbone à Nancy pour la connaissance des ressources forestières à différentes échelles spatiales.

L’IGN réalise également la carte forestière de la France appelée BD Forêt. Élaborée par photo-interprétation d’images aériennes en infrarouge couleurs, elle permet d'identifier les plages de forêts de plus de 5 000 m2. Celles-ci sont qualifiées avec le type de formation végétale (basée sur les espèces d’arbre présentes).

## Pôle IGN Conseil
IGN Conseil est un pôle d’une vingtaine d’ingénieurs experts en géomatique qui aide les organismes publics ou privés ainsi que les collectivités territoriales dans le développement de projets faisant une large place à l’information géographique. Depuis vingt ans, ce service expert intervient en France, auprès d’instances européennes et à l’international.[réf. souhaitée] Il a par exemple contribué, en tant que maître d’ouvrage délégué et maître d’œuvre, à la constitution d’une base de données topographique haute précision dans le cadre du Plan Rhône : la BDT Rhône.

## École nationale des sciences géographiques
Afin de former ses personnels techniques, l'IGN maintient un établissement d'enseignement de pointe dans le domaine des sciences géographiques : l'École nationale des sciences géographiques (ENSG), à Marne-la-Vallée. Sur les quatorze cycles de formation dispensés à l'ENSG, trois sont plus précisément destinés aux techniciens et ingénieurs stagiaires de l'IGN :
- les dessinateurs-cartographes ;
- les techniciens-géomètres ;
- les ingénieurs des travaux.

Recrutés sur concours avant d'intégrer l'ENSG, les étudiants de ces cycles y passent deux ou trois ans puis rejoignent l'Institut. Les cycles destinés à la formation des techniciens et ingénieurs de l'IGN sont également ouverts à la formation d'ingénieurs civils (non destinés à l'IGN) ainsi qu'à des étudiants étrangers. Les élèves participent à la vie étudiante de l'école, qui héberge notamment une structure de la CNJE, l'association Vertigéo qui met en relation des étudiants et des professionnels du monde de la géographie, ou tout autre utilisateur de données géographiques.
L'ENSG est associée aux trois laboratoires de recherche pilotés par l'IGN.

## Services en ligne
Les services en ligne occupent une place majeure à côté des livraisons matérielles ou des démarches à effectuer au guichet ou en boutique. C'est ainsi que les commandes de cartes ou de photos peuvent être effectuées depuis les années 1990 au moyen d'une boutique en ligne. Le service « Carte à la carte » permet le cadrage personnalisé d'une carte imprimée et livrée par courrier. Géoportail propose à tous, professionnels et grand public, des services de visualisation de cartes ou d'exploitation de données géographiques produites par l'IGN ou d'autres partenaires.

## Partenariats

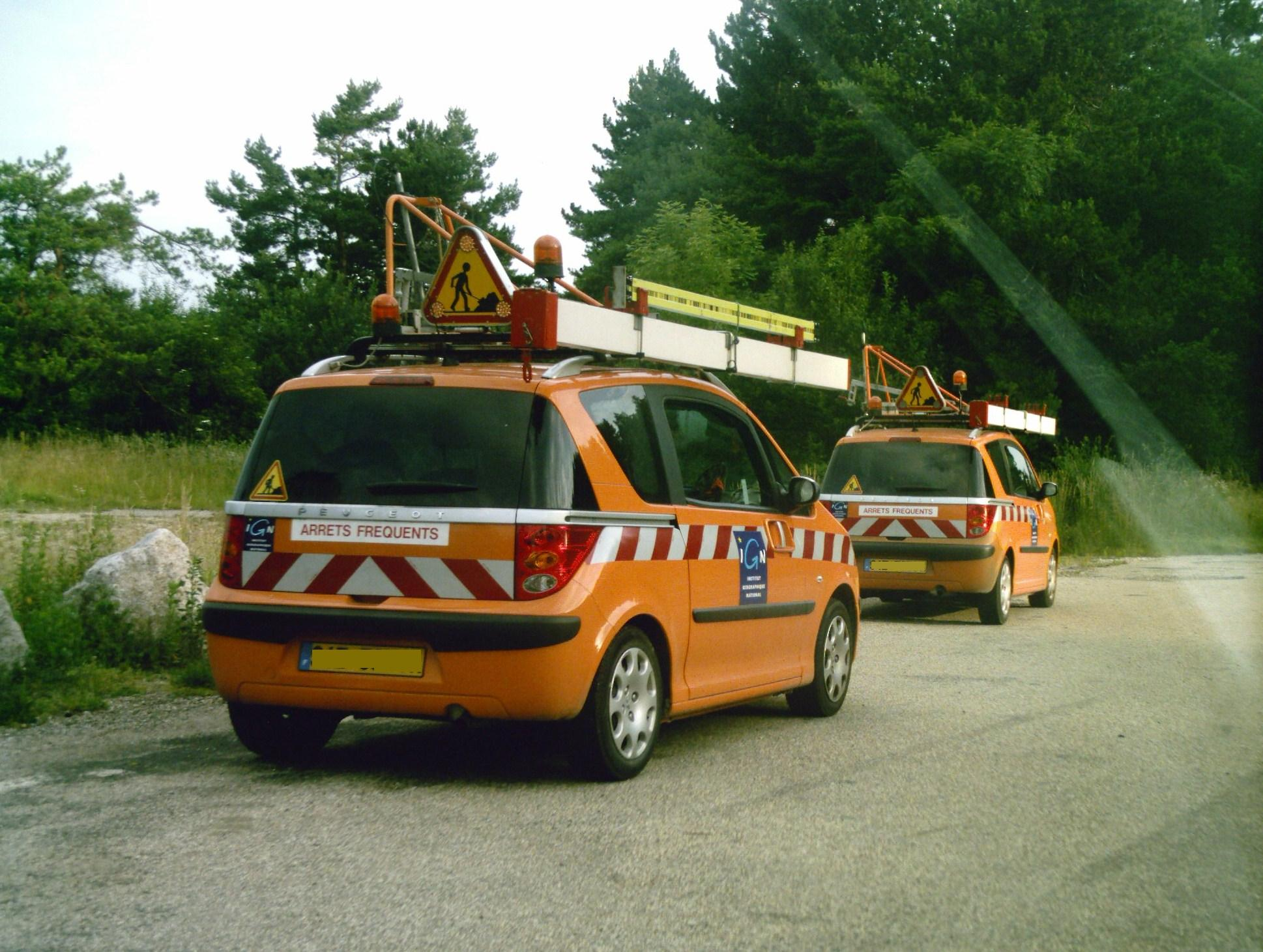
Véhicules de l'IGN.

L'IGN mène une politique active de partenariats. En matière de recherche, les trois laboratoires de l'IGN mènent depuis très longtemps des partenariats avec des universités, des instituts et des entreprises. Des partenariats menés en vue de l'intégration dans le RGE de données élaborées par des partenaires sont développés depuis 2003,. Des partenariats commerciaux sont mis en œuvre pour des coéditions de données, de cartes ou certains produits spécifiques comme Évadeo (voir Historique).
Parmi les partenaires historiques de l'IGN se trouve le Service Hydrographique et Océanographique de la Marine(SHOM). Ce dernier a la charge de la cartographie des espaces maritimes, comme l'IGN a la charge de celle des terres émergées. Un exemple d'action entreprise avec l'IGN est le projet Litto3D qui a pour objet la description fine de la zone d'estran, espace naturel sensible et d'un certain intérêt écologique et économique.
Le service du Cadastre de la DGFiP fournit les données de base pour la réalisation de la BD parcellaire. La donnée foncière est aussi l'occasion d'importants échanges avec les géomètres experts.
Un partenariat inauguré en avril 2015, regroupe l'IGN, La Poste, OpenStreetMap France et la mission Etalab pour la création de la Base Adresse Nationale.

## Activités de production et d'édition

### Réseaux géodésiques et de nivellement
Le service de la géodésie et de métrologie (SGN) assume les missions de production et d'édition des données permettant le positionnement à la surface du globe. L'équipe « Géodésie » à l'Institut de Physique du Globe de Paris est le cadre permettant à l'IGN de participer aux réseaux internationaux de collaboration scientifique en géodésie.
De nos jours, une grande partie de la géodésie est satellite, et aidée de l'informatique et des réseaux de télécommunication. C'est ainsi qu'aujourd'hui, grâce à la collaboration de nombreux partenaires autour du réseau GNSS permanent (RGP), des engins de travaux publics peuvent être pilotés en temps réel avec une précision d'ordre centimétrique. De la même façon, la position des caméras des avions photographes est également parfaitement connue, ce qui permet d'alléger les opérations en aval tout en améliorant la qualité des bases de données issues de ces photographies.

L'IGN est à l'origine, sous l'impulsion de Claude Boucher dans les années 1980, du concept de repère international de référence terrestre: il calcule depuis le repère mondial ITRF (International terrestrial reference frame), réalisation du système ITRS (International terrestrial reference system), par la combinaison des séries temporelles des quatre techniques de géodésie spatiale et des rattachements locaux des instruments de géodésie sur les sites colocalisés.

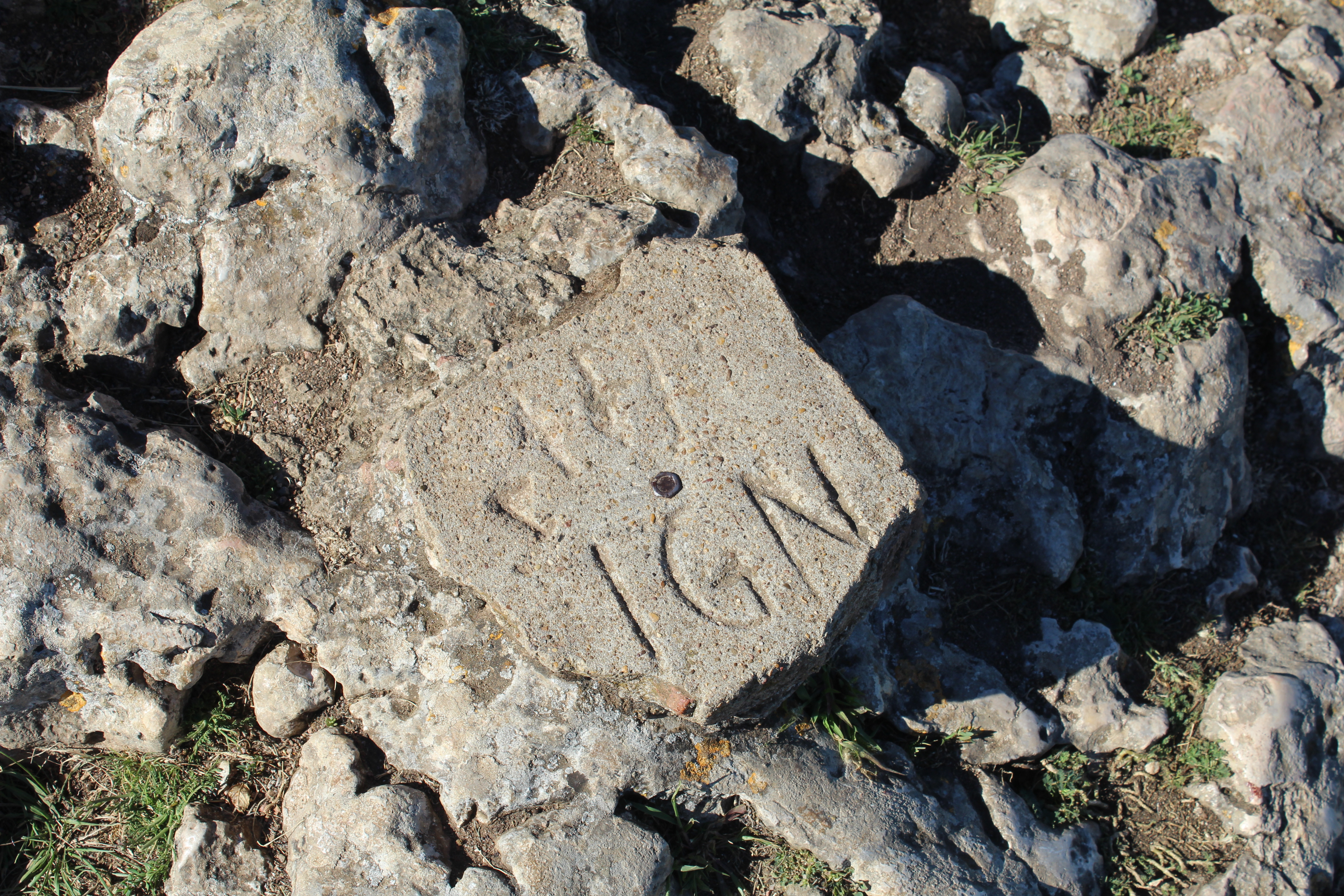
Une borne IGN, située au sommet de la roche de Solutré (Saône-et-Loire).
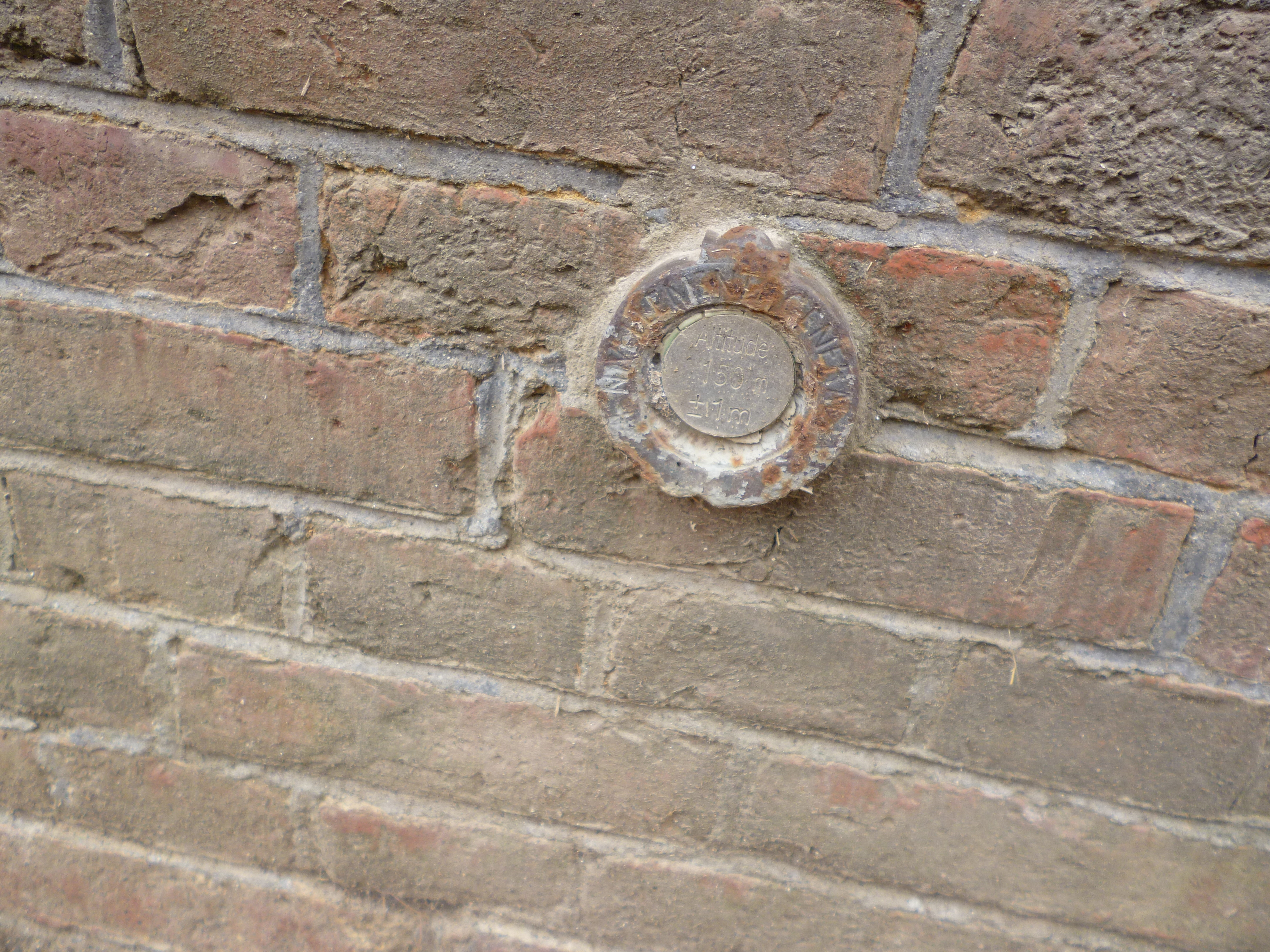
Un repère de nivellement cylindrique, situé sur la commune de Thieux (Oise).
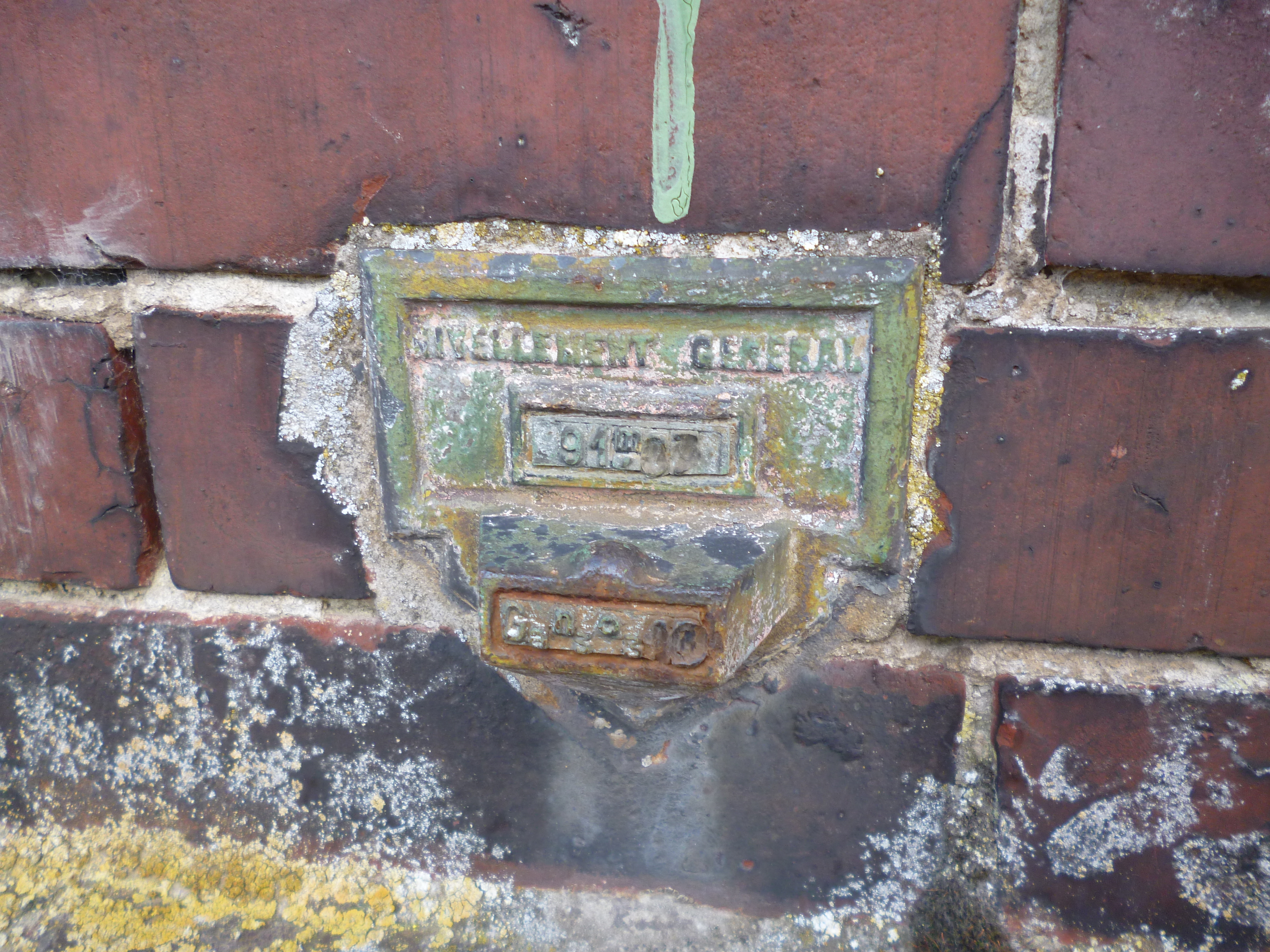
Un repère de nivellement « console », situé sur la commune de Saint-Remy-en-l'Eau (Oise).
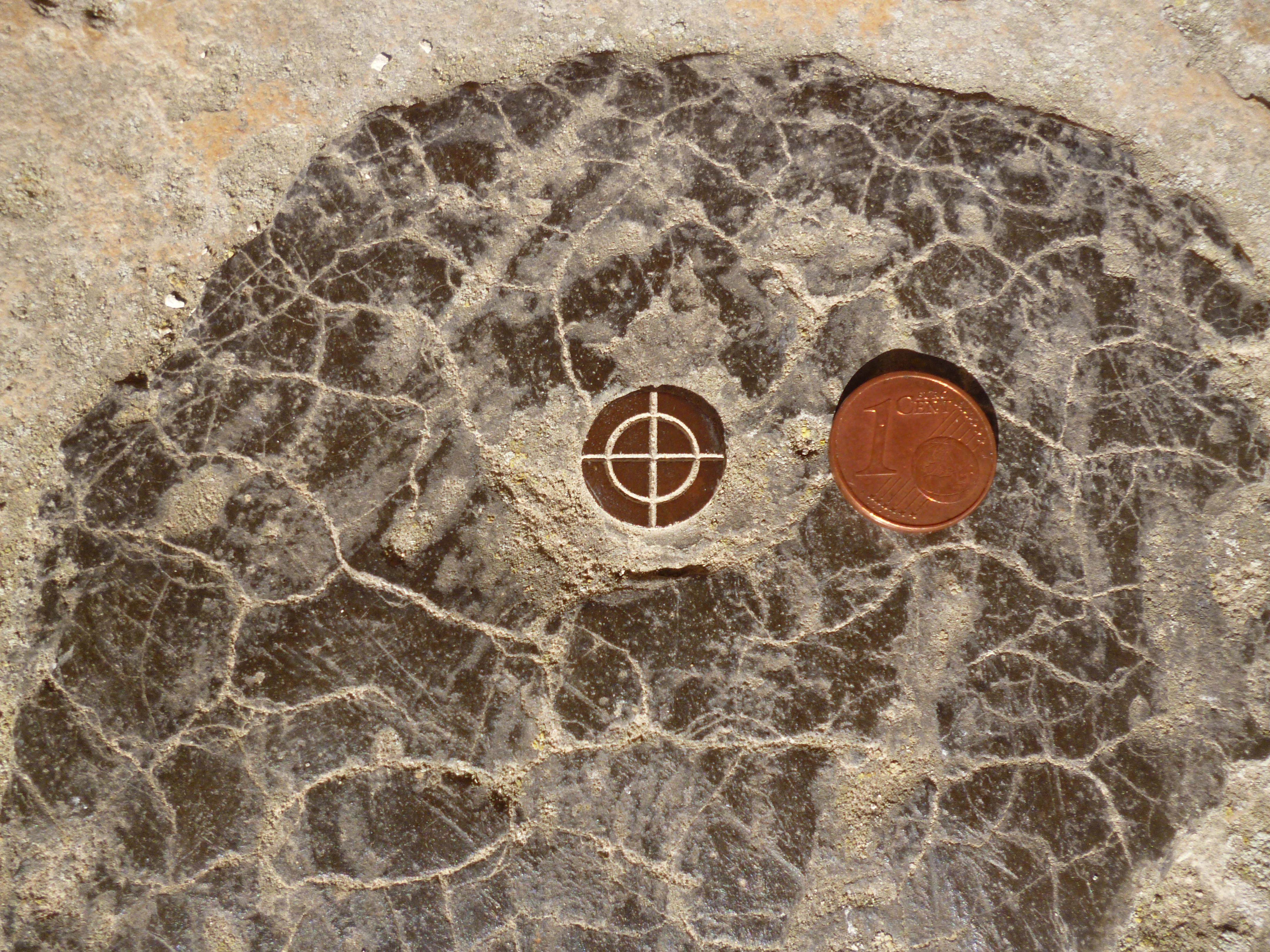
Repère en bronze orienté scellé sur l'église Saint-Michel de Brunvillers-la-Motte (Oise). La pièce de 1 centime d'euro est placée pour donner l'échelle.

### Activités aériennes et Photothèque nationale

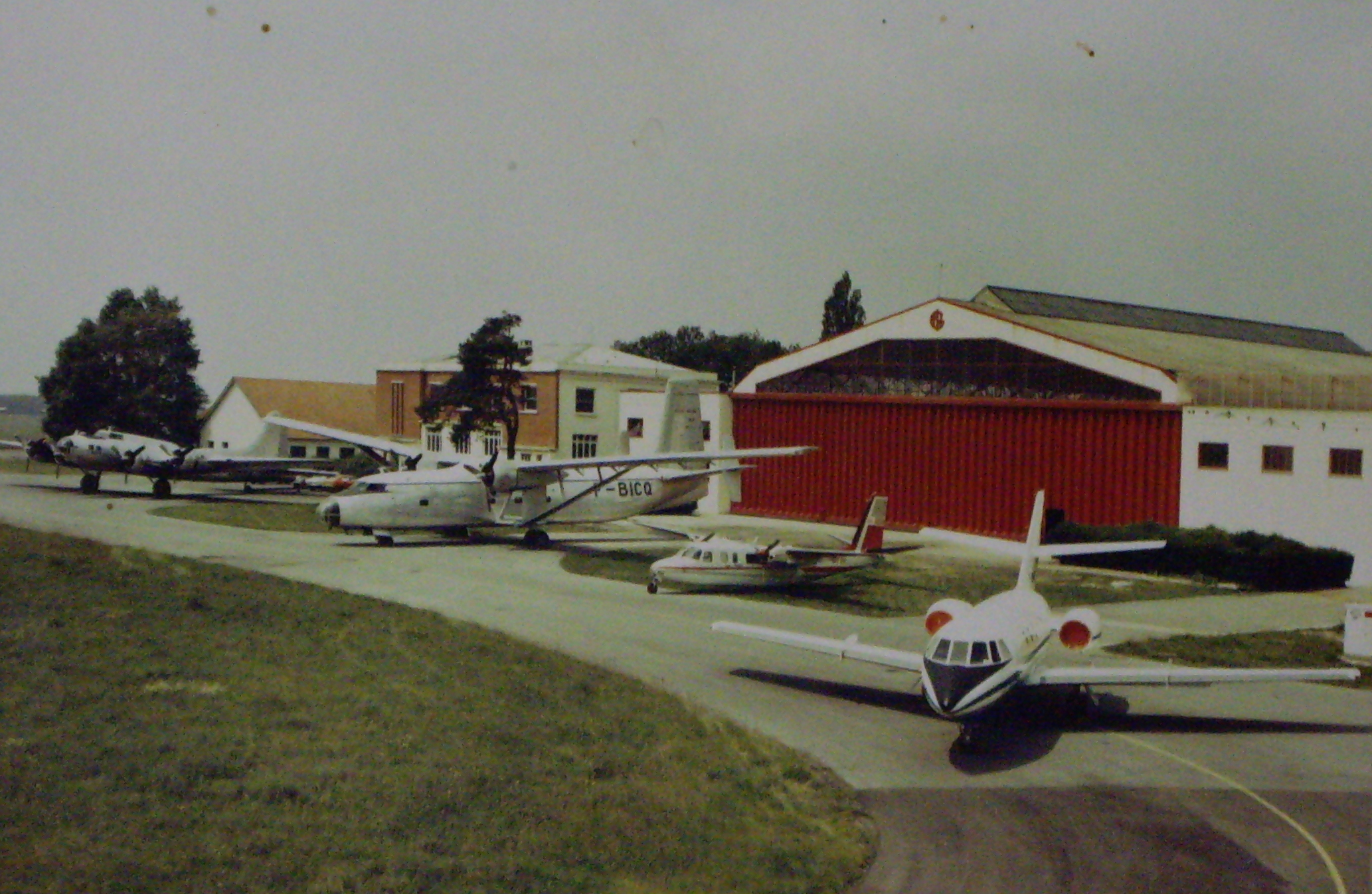
Parc aérien de l'IGN à Creil (en 1970).

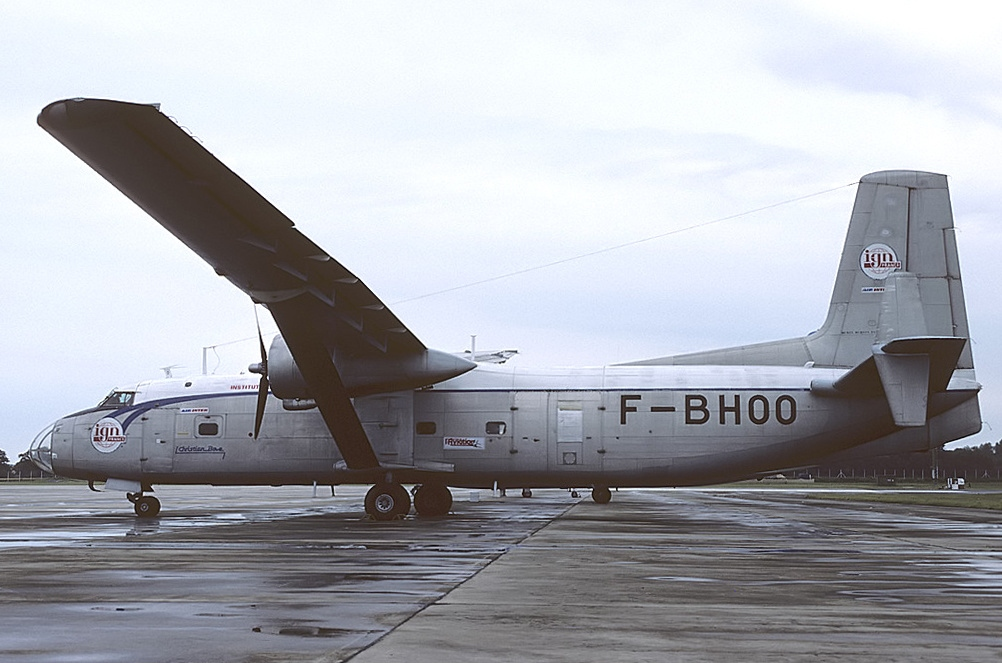
Avion Hurel-Dubois HD-34 no F-HBOO de l'IGN en 1987.

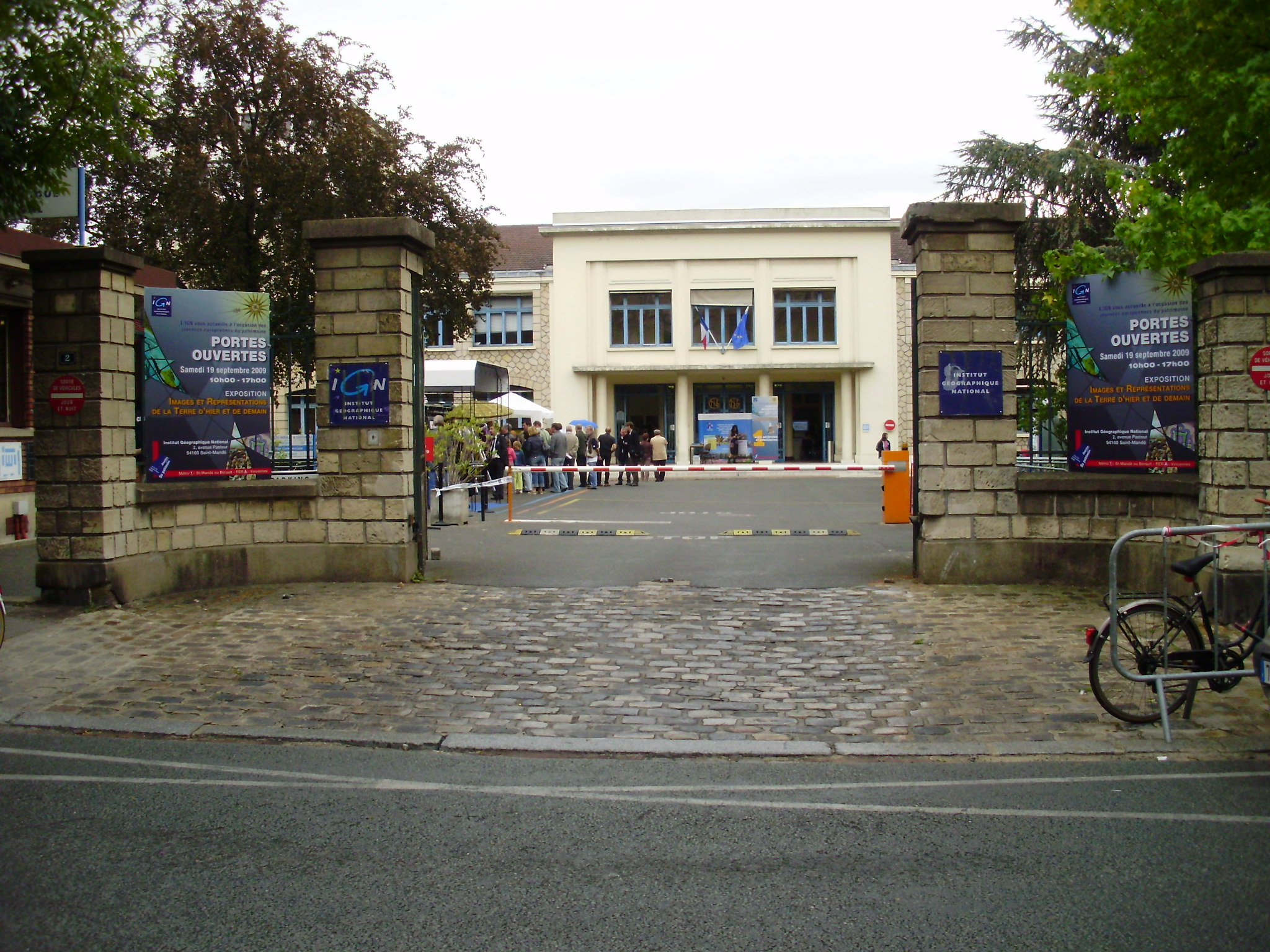
Ancienne entrée de la Photothèque, 2 avenue Pasteur.

Une des missions de service public de l'IGN est d'assurer le renouvellement de la couverture photographique aérienne de la France. Pour ce faire, les avions de l'IGN photographient le territoire français. Longtemps argentiques, les prises de vues sont depuis 2005 numériques, ce qui améliore - en se débarrassant du long procédé de développement - les traitements de restitution. L'IGN dispose de quatre avions qui couvrent actuellement la totalité du territoire tous les 3 ans. Les prises de vues aériennes permettent la réalisation des bases de données numériques et de la carte grâce aux techniques de restitution photogrammétriques.
Parmi les avions notables de l'IGN, on peut citer six bombardiers NC 701, neuf anciens bombardiers LeO 45,,, les quatorze Boeing B-17 « Forteresses volantes » utilisées de 1946 à la fin des années 1980,, les huit Hurel-Dubois HD-34 utilisés jusqu'en 1985, une Alouette III,, trois AeroCommander,, un Fokker 27 et deux Mystère 20.
Le parc actuel est constitué de 4 Beechcraft Super King Air 200T, qui étaient installés sur la base aérienne de Creil. Depuis la fermeture de la piste au 31 aout 2016, les quatre aéronefs du service des activités aériennes de l'IGN sont basés à l'aéroport de Beauvais-Tillé,.
La Photothèque nationale conserve les clichés du territoire réalisés depuis 1921 d'abord par le Service géographique de l'Armée, puis par l'IGN, sur son site de Saint-Mandé. La Photothèque nationale assure également la conservation des missions aériennes déposées au titre du dépôt légal. En juin 2016, la photothèque nationale est déplacée à Villefranche-sur-Cher.

### Mise à jour en continu des bases de données
La conception du référentiel à grande échelle (RGE) a inclus la mise en œuvre d'un cycle de mise à jour dès lors que les bases étaient achevées pour chaque département; pour les orthophotographies (BD ortho), le cycle de mise à jour est d'entre 3 et 4 ans; pour la base de données vectorielles topographiques (BD TOPO), les mises à jour se font chaque trimestre. La base de données d'adresse, BD adresses est actualisée quotidiennement.
Pour cela, l'IGN a déployé en région plus de cent techniciens qui collectent les évolutions à intégrer dans les bases de données, au plus près du terrain. Pour les aider dans cette tâche et pour bénéficier d'informations récentes, l'IGN développe, depuis 2004, une politique de partenariats auprès d'organismes utilisant des bases de données IGN et produisant eux-mêmes des données métier géolocalisées, surtout au niveau national (IFN, la Poste, DGFiP, RTE...), quelquefois au niveau départemental (Services départementaux d’Incendie et de Secours, Conseils généraux). En contrepartie, l'IGN fournit à ses partenaires les informations leur permettant d'améliorer leurs propres bases de données, tant en termes d'actualité que d'exhaustivité (voir données IGN en libre service).
Avec la mise en ligne, en février 2009, d'un site dénommé « RIPart » (Remontée d'Informations Partagées), l'IGN teste les possibilités offertes par les nouvelles technologies internet et l'API Géoportail afin d'associer les clients du RGE en général, et ses partenaires en particulier à la mise à jour de ses bases. Depuis avril 2016, ce service est renommé l'Espace collaboratif de l'IGN.

### Bases de données numériques
L'IGN fournit à ses clients publics ou privés des bases de données géographiques (nommées "BD"), constituant tout ou partie de systèmes d'information géographique. Ils permettent sur un fond de carte ou d'imagerie aérienne de sélectionner, ajouter et représenter des informations thématiques localisées. L'IGN constitue et actualise notamment le Référentiel à grande échelle (RGE), comprenant quatre composantes : topographique, orthophotographique, parcellaire et adresse,.

#### Référentiel à grande échelle
Le Référentiel à grande échelle (RGE) est un ensemble de données géolocalisées comprenant une orthophotographie, un assemblage de données cadastrales géolocalisées, des données vectorielles topographiques et les adresses géolocalisées. Il couvre l'ensemble des départements français de métropole et d'outre-mer. Le contenu du RGE est défini par un arrêté en date du 16 mars 2005. Le RGE a été constitué de 2000 à 2008. Le premier ensemble de données couvrant totalement le territoire a été l'orthophotographie dont la première édition a été achevée en 2003 pour répondre aux besoins de mise en œuvre de la politique agricole commune (PAC). C'est sur cette orthophotographie que le levé des parcelles agricoles a été reporté et a permis le contrôle de l'attribution des primes à la production agricole,. Les autres données du RGE répondent de même à des besoins clairement identifiés en matière d'aménagement du territoire, d'urbanisme, de protection de l'environnement, de défense et de sécurité (voir usage de cartes géographiques).

#### Bases scannées (ou «image» ou «raster»)
Pour obtenir rapidement des cartes numériques utilisables dans des systèmes d'information géographique (SIG), le premier processus utilisé consistait à scanner les cartes papiers, à isoler la partie utile, à géolocaliser l'image et enfin à assembler les images obtenues en les redécoupant en dalles selon un découpage régulier. Ce travail a été effectué pour toutes les séries de cartes de l'IGN, maintenant consultables sur Géoportail (nommée "scans historiques"). Ces images de cartes sont maintenant générées directement à partir des bases de données au moyen d'un processus complexe permettant d'obtenir le rendu cartographique final auquel les utilisateurs sont habitués (nommées "scan"). Ces images numériques peuvent alors être utilisées sur des supports numériques, éditées sur des sites web ou imprimées sur du papier (cartes).

#### Bases maillées
Les principales bases de données maillées de l'IGN sont les grilles de calculs géodésiques et la base de données altimétriques. La principale fonction de ces bases est de permettre de calculer des valeurs numériques par interpolation. Leur visualisation par colorisation en fonction des valeurs permet également d'obtenir une représentation de l'espace géographique.

#### Bases vectorielles
Les bases vectorielles de l'IGN se différencient par la précision des points enregistrés et par le modèle conceptuel de données qui organise l'information qu'elles contiennent. Chaque base de données vise donc des ensembles d'applications dans certaines plages d'échelles. C'est ainsi que la BD TOPO répond à des applications à grande échelle (précision métrique, édition possible du 1: 2 000 au 1: 50 000). La BD CARTO, avec une précision décamétrique, s'adapte à des cartes allant du 1: 50 000 au 1: 200 000. Enfin, Admin Express (anciennement GéoFLA) proposait originellement des représentations de cartographie statistique avec une précision « à la commune », de 100 mètres (petite échelle, 1:500.000), mais propose maintenant des cartes à moyenne échelle (précision décamétrique), et va donner accès à des cartes à grande échelle.

#### Bases 3D
L'IGN, par son utilisation depuis 1960 de stéréotopographes, a toujours fréquenté la vision en relief de cartes. L'établissement a ainsi produit dès les années 1970 des données permettant de représenter la volumétrie des bâtiments dans les espaces urbains. La base TRAPU (tracé automatique de perspectives urbaines) permettait d'enregistrer les bâtiments sous forme de polyèdres ; la base ainsi enregistrée permettait d'effectuer le tracé des bâtiments en vue perspective en choisissant à volonté le point de vue et l'axe perspectif.
Des travaux de recherche ont amené en 2008 à produire de manière semi-automatique un « bâti 3D » qui permet d'associer des textures réelles aux façades et toitures de bâtiments.
Depuis cette date, l'IGN a créé iTowns,, un outil permettant de visualiser tous types de données 3D géoréférencées, avec des fonctions d’interaction. Il s'agit depuis 2017 de l'outil de visualisation 3D de Géoportail, et est utilisé dans les boites à outil de plusieurs programmes de recherche européens, tels que Alegoria,, et Urclim,.

#### Bases de données européennes
L'IGN vend les bases de données européennes élaborées par Eurogeographics à l'aide des données fournies par chacun de ses membres, les instituts ou agences cartographiques nationales d'Europe. Il s'agit d'EuroGlobalMap (EGM), base topographique vectorielle à l'échelle du 1:1 000 000, EuroRegionalMap (ERM), base topographique vectorielle à l'échelle du 1:250 000, EuroBoundaryMap (EBM), base vectorielle des limites administratives à l'échelle du 1:100 000 et EuroDEM, un modèle numérique du relief du terrain d'une précision de 8 à 10 mètres à l'échelle du 1:100 000,.

## Cartes topographiques
L'IGN publie et commercialise plusieurs grands types de cartes topographiques physiques:
- les cartes au 1:25 000 (1 cm pour 250 m) ;
- les cartes au 1:30 000 (1 cm pour 300 m, "TOPvélo"), adaptées pour le cyclotourisme et activités de plein air ;
- les cartes au 1:32 000 (1 cm pour 320 m, "TOPitinérance"), adaptées pour la découverte des chemins ;
- les cartes au 1:50 000 (1 cm pour 500 m), qui ont remplacé les cartes d'état-major[125]. Elles ont actuellement tendance à être délaissées dans le cadre commercial, mais sont toujours très utilisées par les militaires de l'Armée de terre[126];
- les cartes au 1:75 000 (1 cm pour 750 m, "TOPrando") ;
- les cartes au 1:100 000 (1 cm pour 1 km) qui servent de cartes routières et touristiques, ainsi que dans l'aviation militaire française[127],[126];
- les cartes au 1:250 000 (1 cm pour 2,5 km) qui servent de cartes routières régionales et constituent l'atlas routier national[128], produit aussi en 1:200 000[129];
- les cartes au 1:500 000 (1 cm pour 5 km, "Départementale") ;
- la carte routière de France au 1:1 000 000 (1 cm pour 10 km, "TOPtourisme").

À cela s'ajoutent des plans de ville.
L'IGN est aussi le distributeur sous son logo de cartes de villes et pays étrangers.

## Cartes numériques
L'IGN publie et commercialise des cartes numériques, distribuées d'abord en CD-ROM puis sur la plateforme commerciale de l'IGN et l'application dédiée, IGNrando. Les cartes sont publiées sous le format propriétaire fermé rmap. Des constructeurs de systèmes de navigation par GPS comme Garmin et des applications mobiles comme Iphigénie sous Android, E-Walk, ViewRanger sous Android et iOS utilisent ces cartes avec des abonnements. Les cartes numériques produites par l'IGN sont lisibles en ligne (Géoportail, IGNrando, cartes.gouv.fr et application mobile et tablette Cartes IGN).

## Cartes en relief
L'IGN français propose, en plus des cartes papier, toute une gamme de cartes en relief. Les zones proposées couvrent toute la France à des échelles très variées : du 1:3 400 000 et du 1:1 200 000 pour la France entière jusqu'à du 1:50 000 (massif du Mont-Blanc, Vanoise).

## Cartes anciennes
L'IGN dispose d'une multitude de cartes anciennes : cartes de Cassini (XVIIIe siècle), cartes d'état-major (XIXe siècle), cartes des chasses du roi (XVIIe siècle), proposées dématérialisées sur le site dédié Remonter le Temps. Toutes ces cartes sont conservées ainsi que leur support d'impression, ce qui permet une production inchangée en taille-douce à Villefranche-sur-Cher.
De nombreuses autres cartes anciennes de la France mais aussi de certaines de ses anciennes colonies sont conservées et peuvent être consultées à la cartothèque de l'IGN à Saint-Mandé. L'IGN a longtemps pratiqué l'échange de cartes avec d'autres instituts étrangers et possède également un solide fonds concernant l'étranger.

## Publications
L’IGN édite de nombreuses publications, parmi lesquelles:
- l'Atlas des cartes de l'anthropocène ;
- des rapports d'activité depuis 1998[135] ;
- la revue IGN Magazine, mensuel sur l'actualité de l'Institut et de ses partenaires ;
- des infographies ;
- des fonds d'écran ;
- la revue La GéoGraphie (avec la société de géographie et les éditions Glénat).

## Brevets
L'IGN a dans son actif plusieurs brevets d'inventions :
- Geocube[136].
- Appareil de prise de vue numérique[137].
- Système de prise de vue[138].

## Figures éminentes
- Général Hurault
- Pierre Tardi
- Jean-Jacques Levallois
- Georges Laclavère
- Claude Boucher